# Villa Toscane
Die Villa Toscane ist ein Hotel in Montreux-Clarens, Schweiz. Das Gebäude am Anfang der «Rue du Lac» steht als Kulturgut von regionaler Bedeutung unter Denkmalschutz.

## Architektur und Denkmalschutz

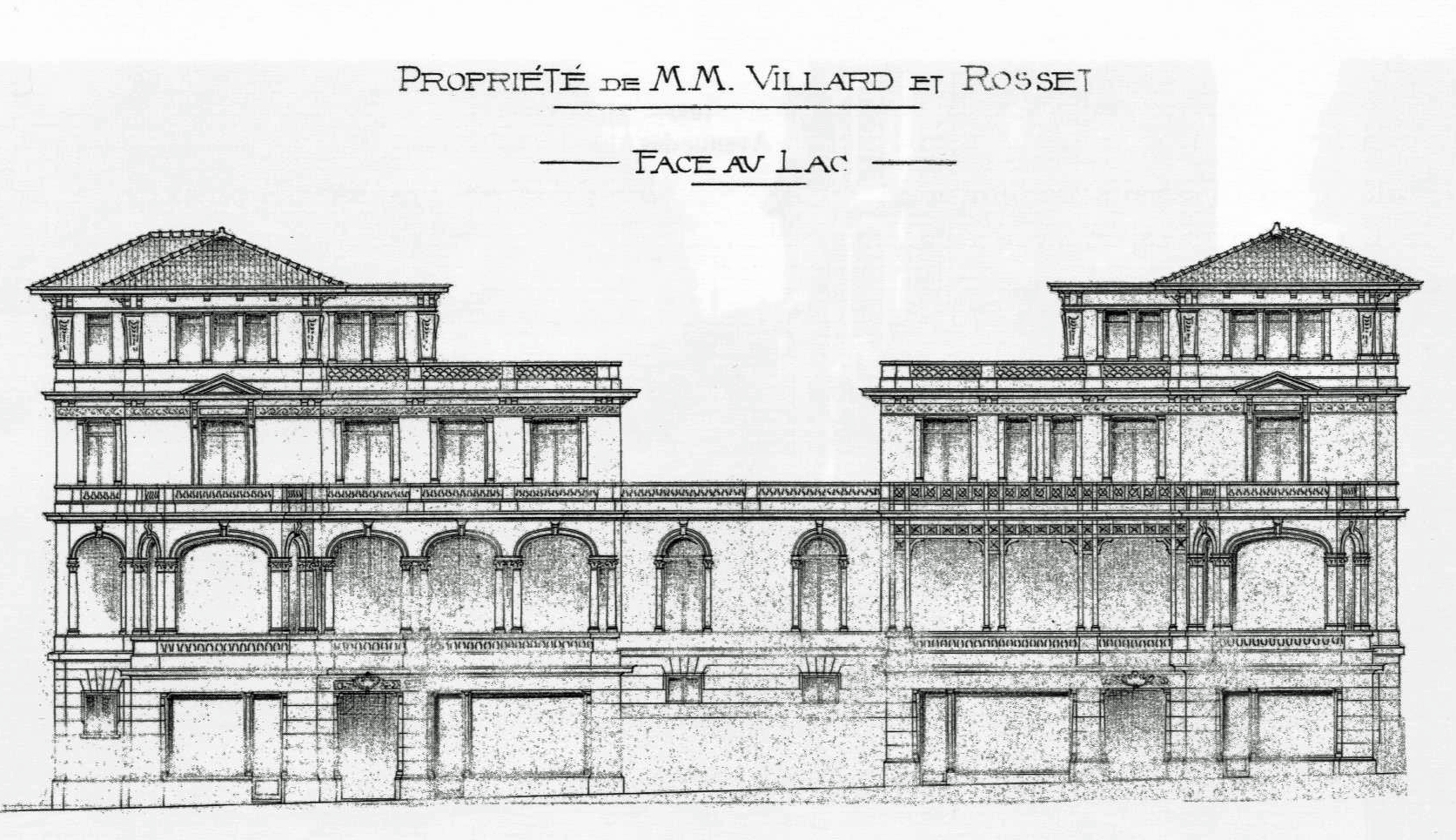
Entwurf von Louis Villard (1905)

Der Architekt Louis Villard entwarf 1905 die Villen «Toscane» und «Pauline» für die Familien Villard und Rosset. Die beiden viergeschossigen Gebäude im Jugendstil haben einen Verbindungsbau mit zwei Geschossen. Die Villa Toscane ist im Schweizerischen Inventar der Kulturgüter von regionaler Bedeutung (Kategorie B) eingetragen.

## Belege
1. ↑  Kantonsliste A- und B-Objekte Kanton VD. Schweizerisches Kulturgüterschutzinventar mit Objekten von nationaler (A-Objekte) und regionaler (B-Objekte) Bedeutung. In: Bundesamt für Bevölkerungsschutz BABS – Fachbereich Kulturgüterschutz, 1. Januar 2024, S. 18,  abgerufen am 27. Dezember 2022. (PDF; 390 kB, 18, Revision KGS-Inventar 2021 (Stand: 1. Januar 2023)).

Koordinaten: 46° 26′ 25,9″ N, 6° 54′ 11,6″ O; CH1903: 558854 / 143384